# Sergei Vladimirovich Loznitsa
Sergei Vladimirovich Loznitsa (sinh ngày 5 tháng 9 năm 1964) hay Serhii Volodymyrovych Loznytsia, là một đạo diễn người Ukraina gốc Belarus, nổi danh với những tác phẩm phim tài liệu và phim điện ảnh chính kịch.

## Cuộc đời và sự nghiệp
Loznitsa sinh ngày 5 tháng 9 năm 1964 ở thành phố Baranavichy, Cộng hòa Xã hội chủ nghĩa Xô viết Byelorussia. Sau đó gia đình Loznitsa chuyển đến Kyiv, Cộng hòa Xã hội chủ nghĩa Xô viết Ukraina, và ông đã hoàn thành việc học trung học tại đây.
Loznitsa tốt nghiệp Học viện Bách khoa Kyiv với chuyên ngành toán học vào năm 1987. Từ năm 1987 đến 1991, ông công tác tại Viện điều khiển học, tại đây ông phát triển các hệ thống chuyên gia, hệ thống thiết kế và trí tuệ nhân tạo. Loznitsa cũng làm phiên dịch tiếng Nhật.
Năm 1991, ông đăng ký vào Học viện Điện ảnh Gerasimov, học khoa đạo diễn phim hư cấu do Nana Jorjadze giảng dạy. Ông tốt nghiệp loại xuất sắc vào năm 1997.
Sau khi hoàn thành việc học, Loznitsa bắt đầu làm đạo diễn phim tài liệu ở Saint Petersburg vào năm 2000. Ông và gia đình chuyển đến Đức vào năm 2001. Năm 2007, Loznitsa chuyển đến Canada để buổi chiếu và bàn luận lại các bộ phim của mình tại Liên hoan phim Media City, đích thân đại diện cho chính mình tới Bắc Mỹ. Buổi chiếu và diễn thuyết của Loznitsa gồm nhiều bộ phim ngắn ít tiếng tăm hơn của vị đạo diễn, chú trọng vào việc ông khắc họa sâu sắc châu Âu của Liên Xô cũ, gồm Halt (2000), Portrait (2002) và Factory (2004). Nhiều phim của Loznitsa có buổi ra mắt ở Bắc Mỹ trong khuôn khổ Liên hoan phim Media City, gồm Blockade (2005), Artel (2006), Revue (2008), The Letter (2012) và những phim khác, trước khi đạo diễn bắt đầu thành danh với khán giả quốc tế qua những buổi chiếu lớn ở Liên hoan phim quốc tế Toronto (TIFF), Liên hoan phim quốc tế New York (NYFF) và nhiều nơi khác.
Năm 2010, bộ phim My Joy được chọn tranh giải ở phần thi chính tại Liên hoan phim Cannes 2010. Bộ phim In the Fog (2012) tiếp tục tranh giải Cành cọ Vàng tại Liên hoan phim Cannes 2012. Maidan có buổi ra mắt toàn thế giới tại một buổi chiếu đặc biệt tại Cannes vào tháng 5 năm 2014, tác phẩm ghi lại những cuộc biểu tình nổi tiếng giai đoạn 2013–14 ở Kyiv và việc họ bị đàn áp ra sao. Bộ phim tài liệu "Babi Yar. Context" được thực hiện với sự hỗ trợ từ Trung tâm tưởng niệm Holocaust Babi Yar.
Ngày 28 tháng 2 năm 2022, Loznitsa rời khỏi Viện Hàn lâm Điện ảnh châu Âu nhằm đáp trả phát biểu thể hiện "sự đoàn kết với Ukraina" của tổ chức này, được xuất bản ít ngày trước để đáp trả vụ Nga xâm lược Ukraina. Trong một bức thư mở, Loznitsa lên án Viện Hàn lâm vì không "gọi chiến tranh theo đúng nghĩa, lên án sự dã man và lên tiếng phản đối". Ngày 1 tháng 3 năm 2022, Viện Hàn lâm thông báo tổ chức sẽ loại các bộ phim của Nga khỏi các tác phẩm tranh giải thưởng Điện ảnh châu Âu. Cùng ngày hôm ấy, Loznitsa lên tiếng phản đối quyết định này: "nhiều bạn bè và đồng nghiệp, những nhà làm phim người Nga đã lên tiếng phản đối cuộc chiến điên rồ này.... Họ là nạn nhân như chúng ta trước cuộc xâm lược này", và kêu gọi "đừng phán xét người ta dựa trên hộ chiếu của họ" mà là "dựa trên hành động của họ".
Ngày 19 tháng 3 năm 2022, Viện Hàn lâm Điện ảnh Ukraina thông báo trục xuất Loznitsa vì phản đối tẩy chay các bộ phim của Nga. Tổ chức cho rằng Loznitsa đã "liên tục nhấn mạnh rằng anh ta tự nhận mình là người theo chủ nghĩa thế giới, 'người của thế giới'. Tuy nhiên giờ đây, khi Ukraina đang chật vật bảo vệ nền độc lập, thì khái niệm chính trong sự hùng biện của từng người Ukraina nên là bản sắc dân tộc của mình." Loznitsa đăng thông báo vào cùng ngày: "Tôi thật kinh ngạc khi đọc thấy Viện Hàn lâm Điện ảnh Ukraina quyết định trục xuất tôi vì là người theo chủ nghĩa thế giới [cosmopolite].... Mãi đến cuối kỷ nguyên Stalin, kể từ chiến dịch bài Do Thái mà Stalin phát động bắt đầu từ năm 1948 đến 1953, thì thuật ngữ mới mang hàm ý tiêu cực trong diễn ngôn tuyên truyền của Liên Xô. Bằng cách lên tiếng phản đối chủ nghĩa thế giới, 'các thành viên của Viện Hàn lâm' Ukraina lại vận dụng chính cái diễn ngôn này mà Stalin khởi xướng". Loznitsa gọi hành động nhấn mạnh vào bản sắc dân tộc của Viện Hàn lâm là "Quốc xã" và "món quà gửi tặng các nhà tuyên truyền ở Kremlin". Loznitza tin rằng Babi Yar. Context là tác nhân góp phần vào vụ việc vì nó liên quan đến việc Ukraina hợp tác trong vụ thảm sát người Do Thái của Quốc Xã ở Babi Yar. Anh cho rằng các thành viên của Viện Hàn lâm "có nhận thức rất khác về lịch sử Ukraina mà họ cho là mình hiểu rõ hơn bất kỳ ai."

## Danh sách phim chọn lọc

### Phim tài liệu
- 2002: Portrait
- 2005: Блокада / Blockade
- 2009: Представление / Predstavleniye (Revue)[15]
- 2014: Майдан / Maidan
- 2015: Событие / The Event
- 2016: Аустерлиц / Austerlitz
- 2018: Процесс / The Trial[16]
- 2018: День победы / Victory Day[17]
- 2019: Государственные похороны / State Funeral[18][19]
- 2021: Бабий Яр. Контекст / Babi Yar. Context
- 2021: Mr. Landsbergis
- 2022: The Natural History of Destruction[20]
- 2022: The Kiev Trial
- 2024: The Invasion

### Phim điện ảnh
- 2010: Счастье мое / My Joy
- 2012: В тумане / In the Fog
- 2014: Мосты Сараево / Bridges of Sarajevo
- 2017: Лагідна / Кроткая / A Gentle Creature
- 2018: Донбас / Донбасс / Donbass

### Giải thưởng
- Liên hoan phim Kraków, Giải Rồng Đồng (Segodnya My Postroim Dom, 1996)
- Liên hoan phim Kraków, Giải Rồng Vàng - Trao tặng đặc biệt (Polustanok, 2000)
- Liên hoan phim ngắn quốc tế Oberhausen, Giải thưởng Lớn (Portret, 2002)
- Dok Leipzig, Silver Dove (Portret, 2002)
- Liên hoan phim quốc tế Karlovy Vary, Phim tài liệu xuất sắc nhất - Trao tặng đặc biệt (Portret, 2003)
- Giải Nika cho Phim tài liệu xuất sắc nhất (Blokada, 2006)
- Liên hoan phim Kraków, Giải Rồng Vàng (Blokada, 2006)
- Liên hoan phim quốc tế Karlovy Vary, Phim tài liệu xuất sắc nhất (Artel, 2007)
- Liên hoan phim tài liệu quốc tế Jihlava, Phim tài liệu Trung và Đông Âu xuất sắc nhất (Artel, 2007)
- Liên hoan phim Kraków, Giải Sừng Vàng (Predstavlenie, 2008)
- Liên hoan phim quốc tế Yerevan, Giải Quả mơ Bạc - Giải Đặc biệt (My Joy, 2010)
- Kinotavr, Chỉ đạo xuất sắc nhất (My Joy, 2010)
- Liên hoan phim Tallinn Black Nights, Giải thưởng Lớn (My Joy, 2010)
- Liên hoan phim Cannes, Giải FIPRESCI (In the Fog, 2012)
- Liên hoan phim quốc tế Yerevan, Giải Quả mơ Vàng (In the Fog, 2012)
- Liên hoan phim Kraków, Giải Rồng Vàng (Pismo, 2013)
- Liên hoan phim Ann Arbor, Giải Michael Moore (The Event, 2016)
- Liên hoan phim thành phố Traverse, Giải Buzz Wilson (Austerlitz, 2016)
- Liên hoan phim Cannes, Giải Un Certain Regard cho đạo diễn xuất sắc nhất (Donbass, 2018)[21]
- Liên hoan phim quốc tế Cairo, Giải Kim Tự tháp Bạc (Donbass, 2018)[22]
- Liên hoan phim quốc tế Ấn Độ, Giải Công Vàng cho Phim xuất sắc nhất (Donbass, 2018)